# سیلور لیک (نیوهمپشایر)
سیلور لیک (به انگلیسی: Silver Lake) یک منطقهٔ مسکونی در ایالات متحده آمریکا است که در شهرستان کارول، نیوهمپشایر واقع شده‌است. سیلور لیک ۱۴۸٫۱۳ متر بالاتر از سطح دریا واقع شده‌است.